# 黎吉雲
黎吉雲（1795年—1854年），初名光曙，字雲徵，號樾喬，又號月喬、黛方，室名黛方山莊、岱方山莊。湖南省長沙府湘潭縣（今湖南湘潭市）人，清朝政治人物，書法家，詞人。 

## 經歷
黎吉雲為道光五年（1825年）舉人。道光十三年（1833年）第二甲第八十一名進士出身，點翰林院庶吉士。十五年（1835年）翰林院散館，授編修。二十年（1840年）以翰林院編修充會試同考官、順天鄉試同考官，外授江南道監察御史，任御史至咸豐三年（1853年）。四年（1854年）卒。左宗棠為黎吉雲作〈前江南道監察御史黎君墓志銘〉。黎吉雲工書法，以八分書聞名。

## 著作
- 《黛方山莊詩餘》一卷

## 家庭及關連
- 姻婭：左宗棠。
- 子：黎福畴、黎福保、黎福恩、黎福沅、黎福昌。
- 姪：黎培敬。